# TkWWW
tkWWW fue un navegador web libre, iniciado desde 1992 y finalizado en 1995, y editor HTML del formato WYSIWYG; escrito por Joseph Wang del Massachusetts Institute of Technology, se basó en el lenguaje Tcl y la extensión tk toolkit, pero no tuvo buena aceptación entre los usuarios a pesar de que fue incluido en muchas distribuciones de Linux de forma predeterminada.

## Desarrollo adicional
La agenda a corto plazo para tkWWW incluyó un analizador SGML y la separación del navegador del editor, para simplificar la experiencia del usuario. El plan a largo plazo incluye nuevas funciones como procesamiento de textos, navegación de directorios, transferencia de archivos, y noticias y correo electrónico de lectura.